# Phyllomyias weedeni
Phyllomyias weedeni е вид птица от семейство Tyrannidae. Видът е световно застрашен, със статут Уязвим.

## Разпространение
Видът е разпространен в Боливия и Перу.